# Memecylon sessilicarpum
Espèce
Synonymes
- Memecylon sessilicarpum A. Fern. & R. Fern.[2]

Statut de conservation UICN

 DD  : Données insuffisantes
Memecylon sessilicarpum est une espèce de plantes à fleurs de la famille des Melastomataceae endémique du Mozambique.

## Publication originale
- Garcia de Orta, Série de Botânica 2: 55–56 t. 1. 1974.